# 韩择木
韩择木，昌黎（今辽宁义县）人，唐代书法家。唐玄宗开元年间（713～740）官至工部尚书、散骑常侍，故人称“韩常侍”。工隶书和八分书。与史惟则、蔡有邻、李潮四人称唐世分隶名家。传世有隶书《告华岳文》、《叶慧明碑》、《唐上都荐福寺临坛大戒德律师之碑》、《唐荐福寺德律师碑》、楷书《荣阳王妃朱氏墓志》、《樊方墓志》等。评者谓其书法“如龟开萍叶，鸟散芳洲”。
他是韩愈叔父。